# Mosteiro da Luz
O Mosteiro da Imaculada Conceição da Luz ou, simplesmente, Mosteiro da Luz é um convento que faz parte da Ordem das Irmãs Concepcionistas. Elas vivem em clausura, ou seja, reclusas o tempo todo dentro do Mosteiro.
Foi fundado por Frei Antônio de Sant’anna Galvão, tendo a construção sido terminada no século XIX. Além disso, dentro do Mosteiro fica o Museu de Arte Sacra de São Paulo, que tem uma das coleções mais extensas do país. Na igreja do Mosteiro, estão os restos mortais de seu fundador, Frei Galvão. O Mosteiro fica onde hoje é o bairro da Luz, na Avenida Tiradentes, em São Paulo.

## O Mosteiro

### História
O Mosteiro da Luz da foi originado a partir de uma capela, construída na era Quinhentista. O primeiro registro escrito da igreja data de 1579 em uma carta redigida pelo Padre Anchieta. A capela era procurada por fiéis ou por viajantes que utilizavam a estrada real, pela região que à época recebia o nome de campos de Guaré. A igreja ficou conservada até 1729, mas passou por períodos de abandono que deterioraram suas condições.
No entanto, a construção do Mosteiro da Luz propriamente foi realizada por Frei Galvão.

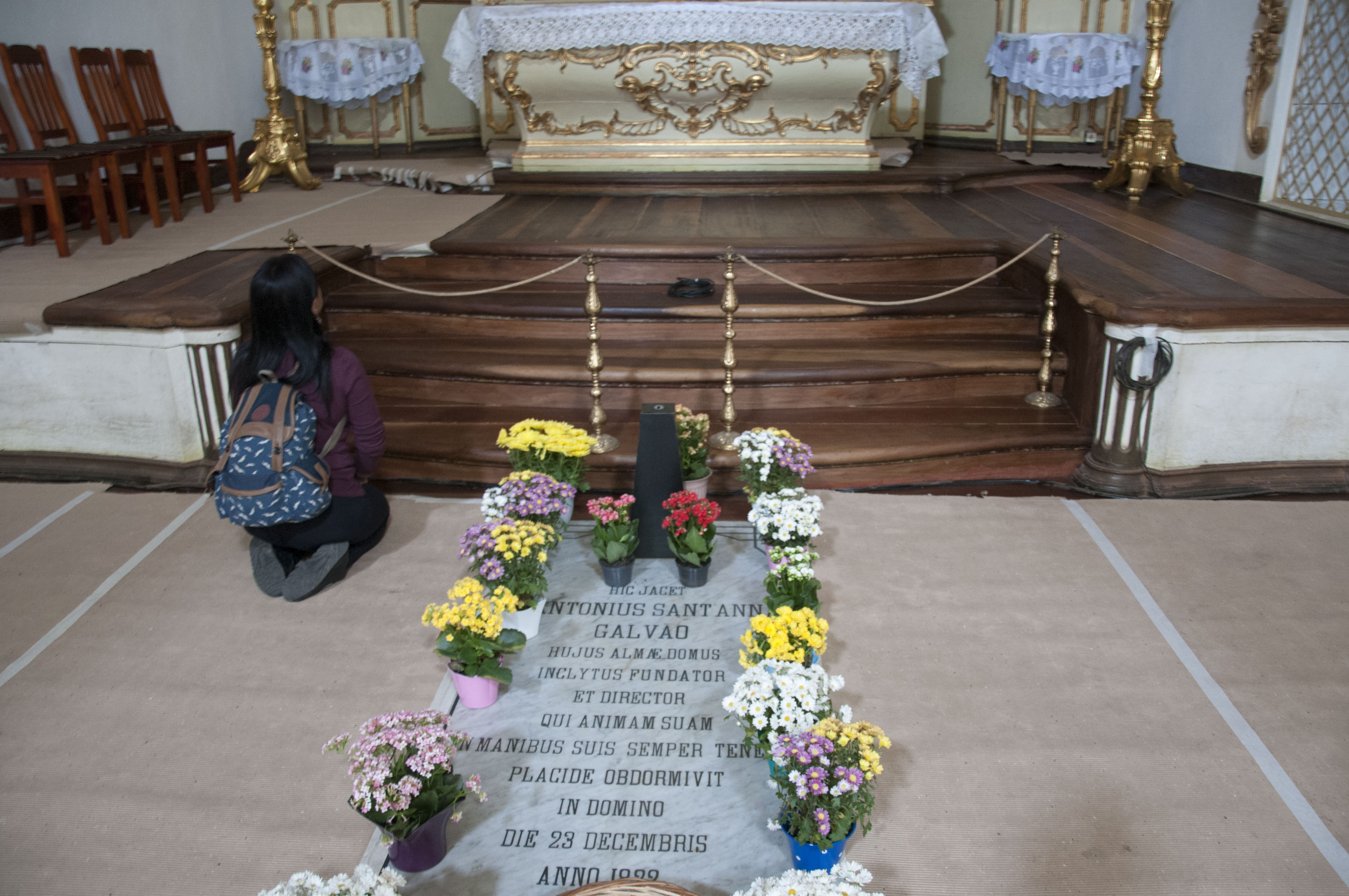
Tumba de Frei Galvão no Mosteiro da Luz

No ano de 1772, uma religiosa chamada Helena Maria do Sacramento teve visões de Jesus Cristo orientando para a construção do convento. Frei Galvão, ao ter conhecimento dessas visões e averiguá-las, decidiu construir o convento, que recebeu autorização do governo em 1774. A princípio, o Mosteiro da Luz recebia o título de recolhimento. Isso significa que era um local católico habitado por freiras recolhidas, ou seja, que não podiam sair, mas não tinha reconhecimento canônico para ser um mosteiro. As freiras que habitavam o recolhimento eram da Ordem da Imaculada Conceição, chamadas também de Irmãs Concepcionistas, cuja santa padroeira é Santa Beatriz.
Foi o próprio Frei Galvão quem idealizou toda a estrutura do Mosteiro, incluindo sua capela. Para construção, o franciscano recolhia doações de benfeitores. As obras ficaram parecendo com as de atualmente em 1788, quando as freiras foram transferidas para lá, mas o Mosteiro ainda não estava finalizado. Alguns autores indicam que esse foi o ano de finalização do Mosteiro, mas somente foi quando as irmãs começaram a habitá-lo. As obras ainda duraram mais 48 anos, principalmente por causa da dificuldade de arrecadar fundos.
Em 1802, foi inaugurada a nova igreja do Mosteiro. Já em 1822, após a morte de Frei Galvão, as obras passaram a ser comandadas por Frei Lucas da Purificação, que dirigiu os detalhes finais, como os dourados da capela. Na idealização de Galvão, a capela teria duas torres, mas Frei Lucas conseguiu a construção de apenas uma. Ele também foi responsável por fazer o cemitério onde seriam enterradas as irmãs em clausura. Parte do terreno do Mosteiro, que antes chegava até às margens do rio Tamanduateí, foi vendida em 1868, onde foram construídos quartéis policiais. Já em 1902, o recolhimento teve reconhecimento canônico e pôde receber título de mosteiro, sendo finalmente o Mosteiro da Imaculada Conceição da Luz, nome que se relaciona à Ordem das freiras enclausuradas e à igreja onde foi edificado.

### Arquitetura

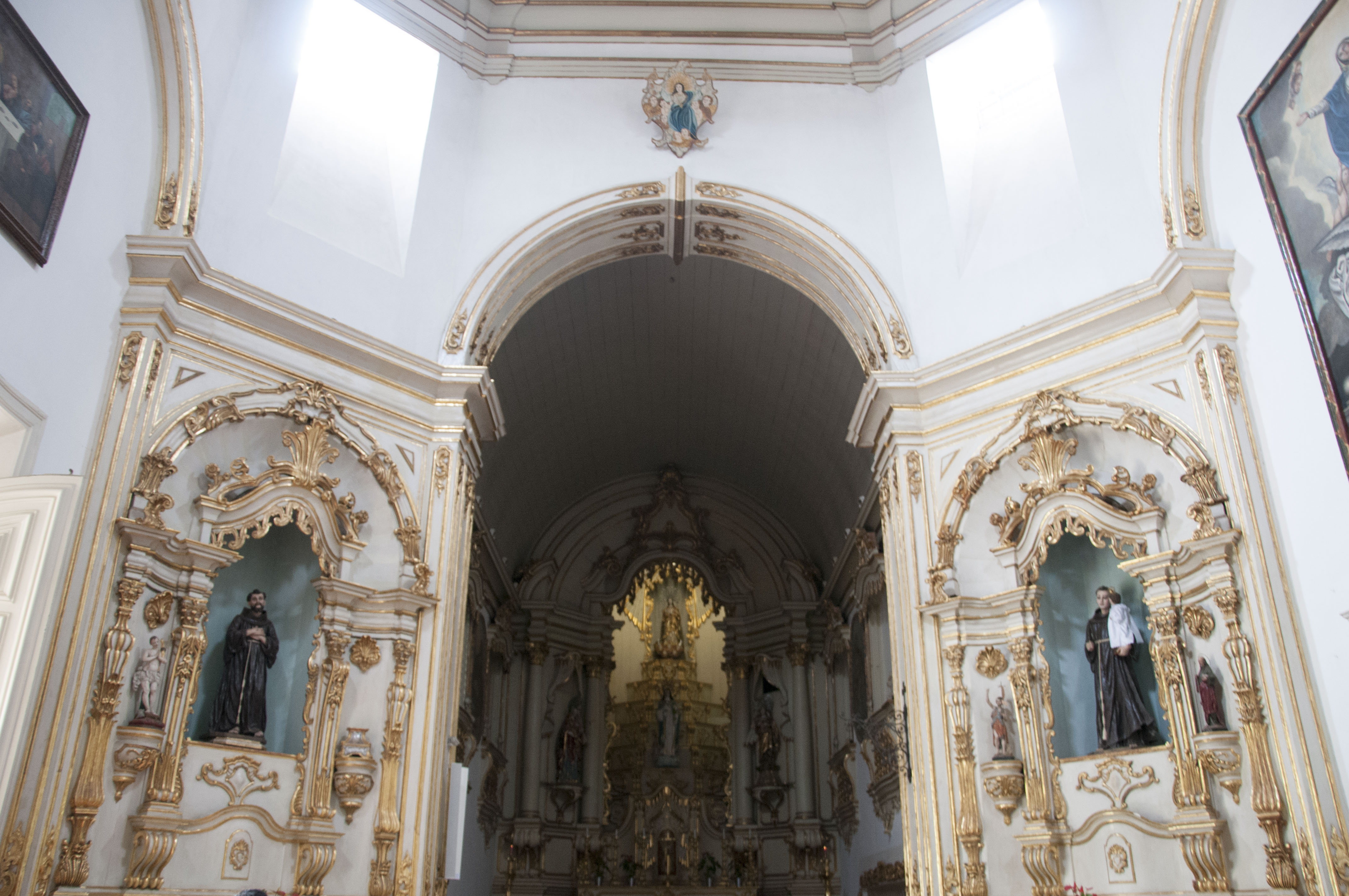
Altar da Capela do Mosteiro da Luz

O Mosteiro da Luz é considerado a construção arquitetônica colonial mais importante do século XVIII, em São Paulo. É também uma entre poucas construções coloniais que mantém até hoje seu uso de origem. Ele foi projetado e construído por Frei Galvão e é um edifício de arquitetura de taipa. Esse termo significa o uso de técnica de construção de argila, que foi muito importante nas construções coloniais paulistas. A igreja, também de taipa de pilão, tem duas fachadas. Uma fica face à Avenida Tiradentes, que é a mais recente, e a outra voltada para o centro, mais antiga. A construção do Mosteiro foi trabalhosa e um dos fatores que levaram a demora de sua conclusão foi a constituição do prédio. Isso porque as paredes de taipa são muito grossas e as janelas e escadas são de madeira maciça, o que dificulta serem feitos. O complexo do Mosteiro da Luz atual inclui mais do que somente o local de clausura das monjas Concepcionistas. Ele é formado pela capela do Mosteiro, dirigida pela Arquidiocese de São Paulo, sala de distribuição das pílulas de Frei Galvão, memorial de Frei Galvão, Museu de Arte Sacra, Casa do Capelão, convento das Irmãs Concepcionistas e uma loja de artigos religiosos. Na capela do Mosteiro fica o túmulo de Frei Galvão, onde são colocadas preces de fiéis e romeiros.

### Museu de Arte Sacra

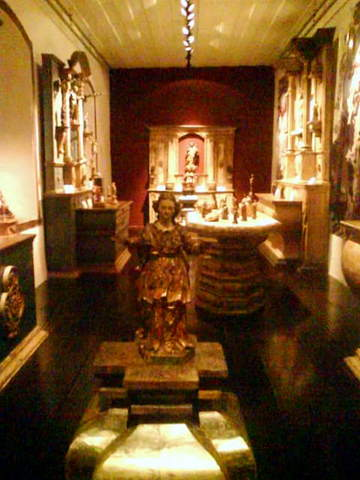
Interior do Museu de Arte Sacra

No ano de 1970, a ala esquerda do Mosteiro foi restaurada e transformada no Museu de Arte Sacra, que foi instituído por um Decreto Estadual um ano antes. Era a ala mais antiga do Mosteiro da Luz. A coleção do museu é composta principalmente por peças do século XVII e XVIII, que antes pertenciam a Cúria de São Paulo. É um dos acervos de patrimônio sacro mais importantes do Brasil. No total, existem cerca de 4 mil peças no acervo, trazidas de igrejas e capelas paulistas. Grande parte das peças foram reunidas e organizadas no século XX por Dom Duarte Leopoldo, primeiro arcebispo da cidade. Entre as peças, majoritariamente de arte barroca, constam pratarias religiosas, pinturas, mobiliários, altares, vestimentas, livros litúrgicos é uma coleção de lampadários que só perde em tamanho para o Museu do Vaticano. Há ainda obras de artistas consagrados brasileiros, como estátuas de Aleijadinho e quadros de Anita Malfatti e Benedito Calixto.

### Coleções
No Mosteiro da Luz existem também outros acervos abertos à visitação. O Museu dos Presépios, que tem cerca de 190 conjuntos presepistas e a Coleção Numismática, palavra que significa estudo das moedas e medalhas, formada por 9 mil peças, incluindo medalhas católicas e moedas do período colonial.

## Tombamento do Complexo da Luz

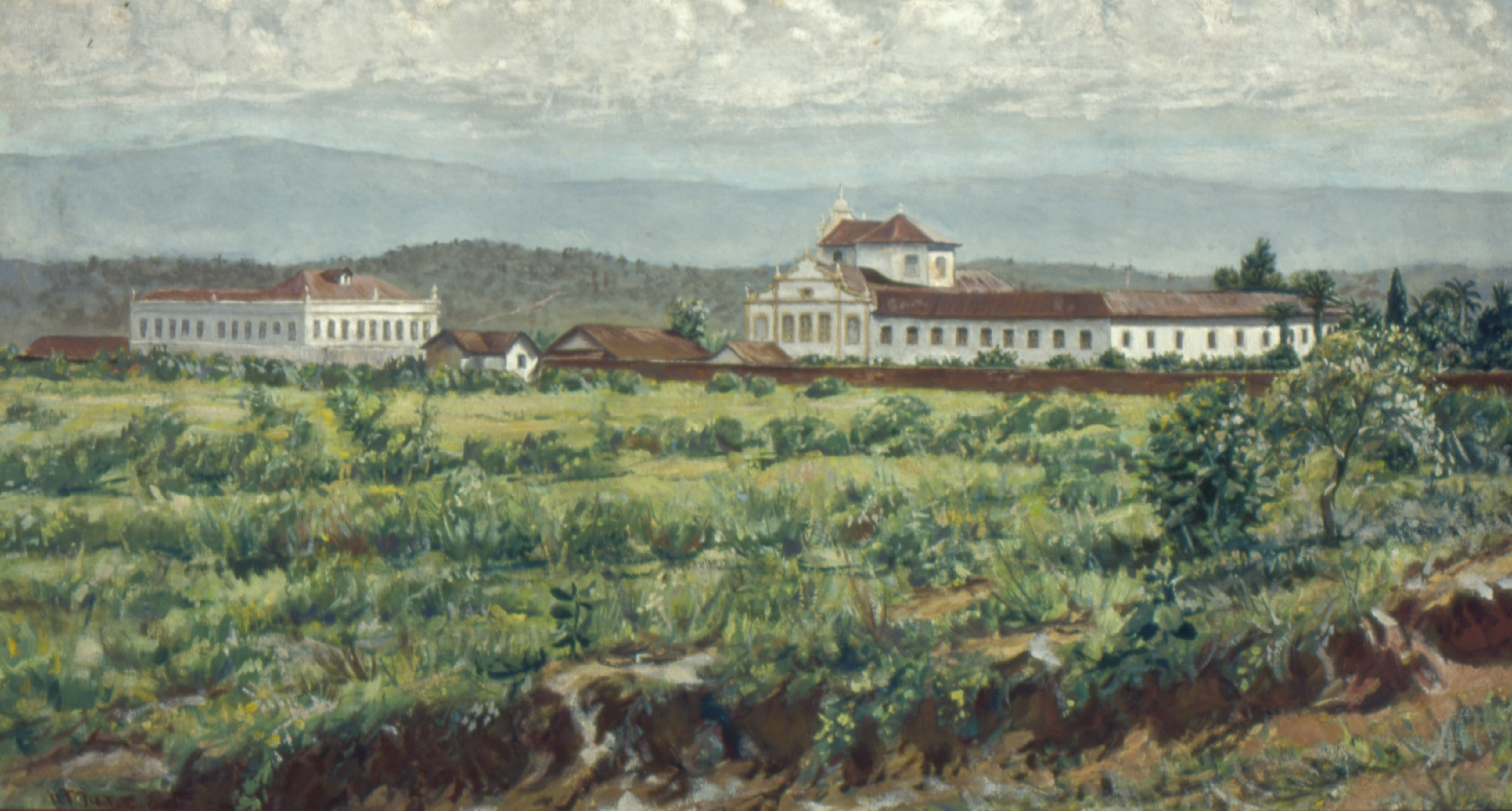
Convento da Luz (1860), óleo sobre tela de Henrique Manzo, Museu Paulista da Universidade de São Paulo.

O Mosteiro da Luz é tombado em todas as instâncias principais brasileiras.
No ano de 1943, foi tombado pelo Instituto de Patrimônio Histórico e Artístico Nacional (IPHAN), que conseguiu em 1970 a retirada de construções irregulares do terreno e a construção do Museu de Arte Sacra. Sete anos depois, em 1977, foi tombado pelo Conselho de Defesa do Patrimônio Histórico Arqueológico, Artístico e Turístico (CONDEPHAAT).

## Frei Galvão
Frei Galvão foi reconhecido como santo em 2007, canonizado pelo Papa Bento XVI em sua vinda ao Brasil. É o primeiro santo brasileiro. Ele nasceu em 1739, em Guaratinguetá e entrou na Ordem dos Franciscanos em 1760. Ele tinha muitos dons artísticos, inclusive tendo participado da Academia Paulistana de Letras, em 1770. Ele é considerado padroeiro dos construtores, engenheiros e arquitetos, por ter projetado e feito diversas obras sacras. Ele realizou milagres e os fiéis e a Igreja Católica acreditam que tinha capacidades sobrenaturais, como estar em dois lugares ao mesmo tempo, fazer premonições e levitar.

### Milagres de Frei Galvão

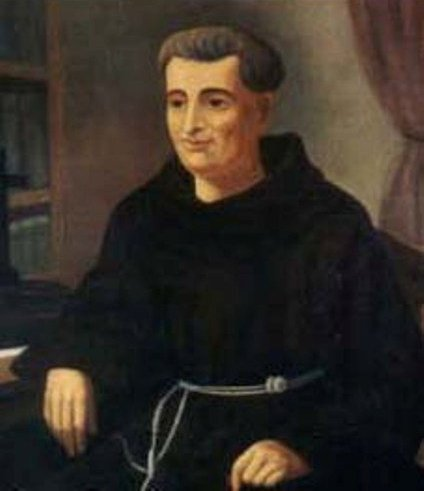
Frei Galvão

Para ser canonizado na Igreja Católica, é necessário que o beato tenha registro de pelo menos três milagres. Todos os milagres de canonização de Frei Galvão apresentam alguma relação com o Mosteiro da Luz.
O primeiro milagre de Frei Galvão foi a cura de uma mulher grávida doente, cujo marido tinha ido buscar socorro no Mosteiro da Luz. O franciscano atendeu a mulher em confissão e abençoou a água que ela bebeu. Depois foi relatado que naquela noite ele não havia saído do Mosteiro, ou seja, segundo o relato dos fiéis esteve em dois locais ao mesmo tempo. O segundo milagre, que garantiu a beatificação de Frei Galvão, foi realizado em uma menina de 4 anos, em São Paulo. Ela tinha encefalopatia hepática e teve paradas cardiorrespiratórias. Sua família rezou no Mosteiro e levou pílulas para a menina, que se curou. Em 1999, aconteceu o milagre de canonização, com Sandra, uma mulher paulistana. Ela tinha problemas uterinos e havia passado por três abortos espontâneos. Sandra visitava o Mosteiro da Luz e tomava suas pílulas durante toda a gestação. Em 11 de dezembro, seu filho nasceu com uma doença grave. Mas no dia seguinte exames mostraram que a criança estava curada.

### Pílulas de Frei Galvão
As pílulas de Frei Galvão foram criadas porque ele tinha uma relação muito forte de caridade com pessoas enfermas. O primeiro episódio em que foram usadas as pílulas foi com um rapaz enfermo que Frei Galvão não podia visitar. Então, ele recebeu uma invocação a Nossa Senhora da Imaculada Conceição e disse para levarem ao doente, que deveria ingerir o papel. Depois disso, aconteceu a cura.
Para os fiéis católicos, as pílulas são consideradas um objeto sacramentaria, de fé. São direcionadas para pessoas que estejam doentes fisicamente ou espiritualmente. As irmãs Concepcionistas passaram a fabricar as pílulas depois que Galvão faleceu. O remédio é entregue aos fiéis das 9h às 11h30 e das 14h30 às 16h45 no Mosteiro. De sábado e domingo são entregues após a missa, das 8h às 16h. Há quase duzentos anos existe a tradição das pílulas milagrosas de Frei Galvão, que continua.
As pílulas também podem ser recebidas por carta. Quem desejá-las deve enviar uma carta escrito: “Quero receber as pílulas de Frei Galvão”. Dentro, deve haver também um envelope vazio endereçado para quem deseja receber as pílulas. A pessoa receberá a novena das pílulas, já que os organizadores evitam mandar grandes quantidades para que não façam estoque. Cada enfermo recebe uma novena e um pacote com 3 pílulas. Novena significa uma oração que deve ser rezada uma vez todos os dias, por nove dias. O fiel deve orar conforme recomendado e tomar uma pílula no primeiro dia, outra no quinto e a terceira no último dia.

### Festa de Frei Galvão
A festa de Frei Galvão é realizada pela direção do Mosteiro. Ela acontece anualmente, na última quinzena de outubro. Na festa tem uma quermesse, com barracas de comidas, jogos e brincadeiras. A programação conta também com missa, procissão e queima de fogos.

## Ordem das Irmãs Concepcionistas

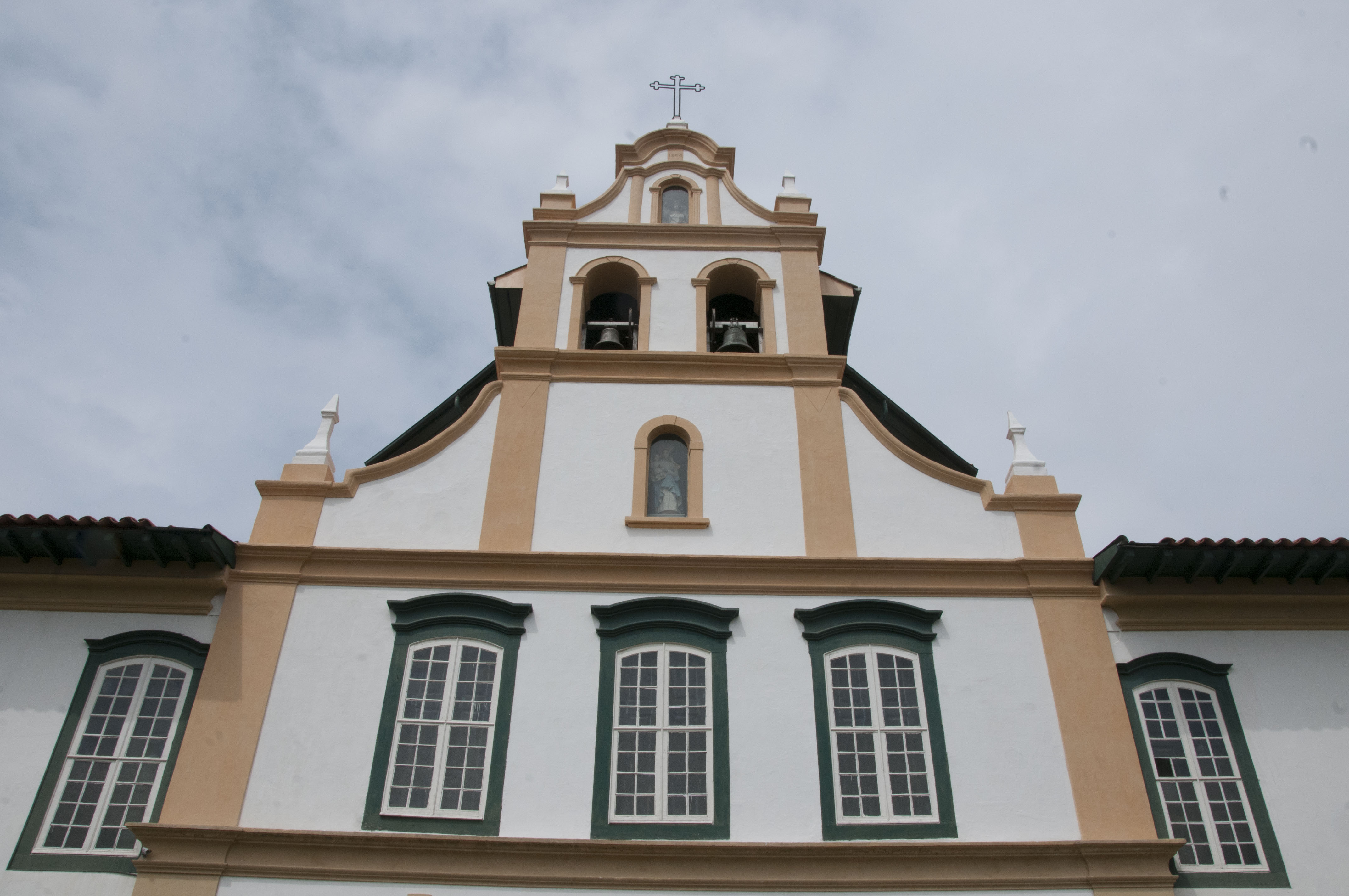
Fachada da frente do Mosteiro

A Ordem da Imaculada Conceição da Bem-Aventurada Virgem Maria, também chamada de Ordem da Imaculada Conceição ou Ordem das Irmãs Concepcionistas é uma classe de freiras religiosas, que vivem uma vida de castidade, pobreza e clausura. As freiras que vivem no Mosteiro da Luz são monjas Concepcionistas.
Essa Ordem foi fundada em 1484, por Santa Beatriz, na Espanha. Elas foram as primeiras Irmãs a trabalharem religiosamente na América e vivem sob a ideia do Amor à Maria Imaculada, Paixão de Jesus Cristo e Santíssima Eucaristia.

## Horários
O Mosteiro da Luz oferece missas diárias, de segunda à sexta, às 07h. Aos sábados, às missa conventual acontece às 8h e a missa tradicional às 16h. No domingo, a missa conventual acontece às 8h e a missa tradicional às 10h30 e 16h. No dia 17 de cada mês, acontece uma missa em louvor à Santa Beatriz, às 07h e às 16h. Dias 23, 24 e 25 de cada mês acontece uma missa em louvor a Frei Galvão, nos mesmos horários.

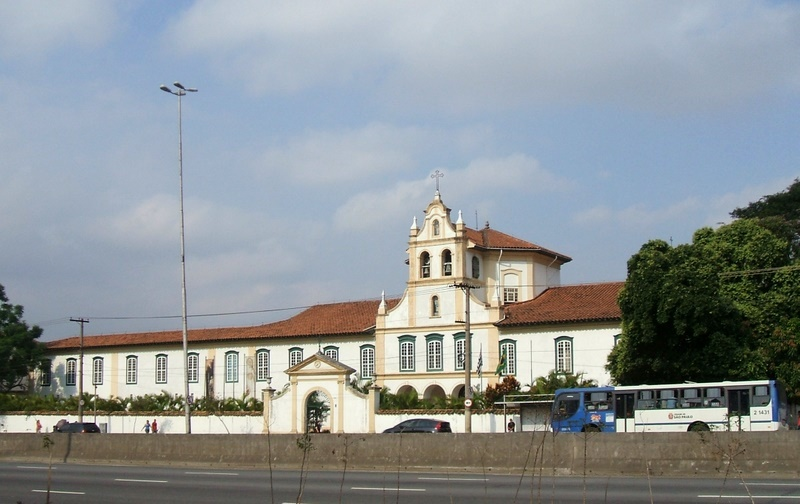
Vista externa do Mosteiro da Luz

Nas quintas-feiras, das 15h às 16h45 acontece o Ofício Divino, que é a exposição e bênção do Santíssimo Sacramento, que é considerado pelos católicos como o Corpo de Cristo. Nas segundas e quintas-feiras, das 14h30 às 16h30, acontecem as confissões, abertas aos fiéis. Diariamente, é possível fazer orientação espiritual com as monjas, das 9h às 10h30 ou das 15h às 16h, mas é necessário agendamento.
O Memorial de Frei Galvão fica aberto de segunda a sábado, das 09h às 16h30. Entrada é gratuita. A secretaria do Mosteiro funciona de segunda a sexta-feira das 8h às 11h30 e das 13h às 16h45. Aos sábados, o horário fica das 8h às 12h. A loja de artigos religiosos funciona diariamente, das 8h às 17h.